# 薩莎·卡勒
薩莎·卡勒（英語：Sasha Calle，西班牙語：[ˈsaʃa ˈkaʝe]；1995年8月7日—）是一名美國女演員。她因在CBS肥皂劇《不安分的青春》中飾演主要角色蘿拉·羅薩雷斯而知名，2020年她憑藉本作獲得日間時段艾美獎提名。2023年，她在DC擴展宇宙首部閃電俠獨立電影《閃電俠》中飾演超少女，這也是她的大銀幕處女作。

## 早期生活
薩莎·卡勒出生於麻薩諸塞州波士頓。她是哥倫比亞裔，有一個弟弟。她和母親在她10歲時搬到哥倫比亞，兩年後搬回美國。卡勒畢業於美國音樂及戲劇學院，並獲得藝術學學士學位。

## 職業生涯
2018年9月，卡勒加入肥皂劇《不安分的青春》的劇組，飾演廚師蘿拉·羅薩雷斯。她因其表演而獲得2020年日間時段艾美獎劇集傑出年輕演員的提名。2021年2月，卡勒出演她的第一個電影角色，在DC擴展宇宙中飾演女超人，從電影《閃電俠》開始，該片將於2023年6月上映。她將是首位飾演該角色的拉丁裔女演員。

## 影視作品

### 電影
| 年份 | 標題                | 角色   | 備註       | 來源   |
| ---- | ------------------- | ------ | ---------- | ------ |
| 2023 | 《閃電俠》          | 超少女 |            | [ 9 ]  |
| TBA  | 《On Swift Horses》 | Sandra | 後期製作中 | [ 12 ] |
| TBA  | 《In the Summers》  | 待定   | 後期製作中 | [ 13 ] |

### 電視劇
| 年份       | 標題                 | 角色         | 備註     | 來源  |
| ---------- | -------------------- | ------------ | -------- | ----- |
| 2017       | 《Socially Awkward》 | Virginia     | 迷你影集 | [ 7 ] |
| 2018－2021 | 《不安分的青春》     | Lola Rosales | 主要角色 | [ 2 ] |

## 榮譽
| 年份 | 提名作品         | 獎項           | 類別                 | 結果 | 來源  |
| ---- | ---------------- | -------------- | -------------------- | ---- | ----- |
| 2020 | 《不安分的青春》 | 日間時段艾美獎 | 戲劇系列傑出年輕演員 | 提名 | [ 8 ] |

## 外部連結
- 薩莎·卡勒在互联网电影资料库（IMDb）上的資料（英文）
- Sasha Calle在Enjoy Movie上的電影作品列表 （页面存档备份，存于）